# 人口集中地区、または準人口集中地区が設定された事の無い市の一覧
人口集中地区、または準人口集中地区が設定された事の無い市の一覧である。
人口集中地区、または準人口集中地区が現在設定されていなくても、市の区域にかつて設定されていた市は含まない。
- 松浦市　昭和30年3月31日市制
- えびの市　昭和45年12月1日市制
- 山県市　平成15年4月1日市制
- いなべ市　平成15年12月1日市制
- 本巣市　平成16年2月1日市制
- 安芸高田市　平成16年3月1日市制
- 上天草市　平成16年3月31日市制
- 御前崎市　平成16年4月1日市制
- 常陸大宮市　平成16年10月16日市制
- 北杜市　平成16年11月1日市制
- 丹波市　平成16年11月1日市制
- 瀬戸内市　平成16年11月1日市制
- 米原市　平成17年2月14日市制
- 潟上市　平成17年3月22日市制
- 稲敷市　平成17年3月22日市制
- 真庭市　平成17年3月31日市制
- 美作市　平成17年3月31日市制
- 阿波市　平成17年4月1日市制
- 曽於市　平成17年7月1日市制
- 行方市　平成17年9月2日市制
- 雲仙市　平成17年10月11日市制
- 小美玉市　平成18年3月27日市制
- 山武市　平成18年3月27日市制
- 国東市　平成18年3月31日市制
- 南九州市　平成19年12月1日市制

## 1度だけ設定された市
- 伊豆市　平成16年4月1日市制　（昭和45年　前身の土肥町に準人口集中地区が設定）
- 海津市　平成17年3月28日市制　（平成12年　前身の南濃町に準人口集中地区が設定）
- 八幡平市　平成17年9月1日市制　（昭和35年　前身の松尾村に人口集中地区が設定）
- 由布市　平成17年10月1日市制　（昭和45年　前身の湯布院町に準人口集中地区が設定）
- 浅口市　平成18年3月21日市制　（昭和45年　前身の寄島町に準人口集中地区が設定）
- 加東市　平成18年3月20日市制（平成22年　準人口集中地区が設定）

## （参考）昭和35年 - 平成22年の11回とも設定された町
北海道
渡島地方
- 二海郡八雲町

檜山地方
- 檜山郡江差町

後志地方
- 虻田郡倶知安町
- 岩内郡岩内町
- 余市郡余市町

空知地方
- 夕張郡栗山町

網走地方
- 紋別郡遠軽町
- 網走郡美幌町

日高地方
- 日高郡新ひだか町

釧路地方
- 厚岸郡厚岸町

青森県
- 北津軽郡板柳町
- 南津軽郡大鰐町
- 西津軽郡鯵ヶ沢町

岩手県
- 下閉伊郡山田町
- 上閉伊郡大槌町

宮城県
- 牡鹿郡女川町
- 遠田郡涌谷町
- 柴田郡大河原町
- 亘理郡亘理町

福島県
- 伊達郡川俣町

茨城県
- 東茨城郡大洗町

埼玉県
- 比企郡小川町

神奈川県
- 中郡大磯町
- 中郡二宮町
- 足柄上郡松田町
- 足柄下郡真鶴町
- 足柄下郡湯河原町

富山県
- 中新川郡上市町

石川県
- 鳳珠郡能登町

山梨県
- 西八代郡市川三郷町

長野県
- 諏訪郡下諏訪町
- 上伊那郡箕輪町

岐阜県
- 羽島郡笠松町

愛知県
- 知多郡武豊町

大阪府
- 泉北郡忠岡町
- 泉南郡岬町

兵庫県
- 美方郡新温泉町

奈良県
- 北葛城郡王寺町

和歌山県
- 有田郡湯浅町
- 東牟婁郡串本町
- 東牟婁郡那智勝浦町

広島県
- 安芸郡海田町
- 安芸郡坂町

香川県
- 仲多度郡琴平町
- 仲多度郡多度津町

愛媛県
- 伊予郡松前町

高知県
- 吾川郡いの町

福岡県
- 遠賀郡水巻町
- 遠賀郡芦屋町
- 京都郡苅田町
- 田川郡川崎町
- 田川郡添田町
- 田川郡福智町
- 粕屋郡志免町
- 粕屋郡須恵町

熊本県
- 玉名郡長洲町

宮崎県
- 東臼杵郡門川町

鹿児島県
- 薩摩郡さつま町

## （参考）昭和45年 - 平成22年の9回とも設定された町村
沖縄県
- 国頭郡金武町
- 中頭郡嘉手納町
- 中頭郡読谷村
- 中頭郡北谷町
- 島尻郡南風原町